# Raszid Ali al-Kilani
Raszid Ali al-Kilani (al-Kajlani) (arab. رشيد عالي الكيلاني; ur. 1892, zm. 28 sierpnia 1965) – trzykrotny premier Królestwa Iraku, m.in. w rezultacie antybrytyjskiego zamachu stanu 1 kwietnia 1941 roku. Był zwolennikiem porozumienia się z państwami Osi w celu wyeliminowania wpływów brytyjskich w Iraku.

## Życiorys
Urodził się w prominentnej rodzinie arabskiej wyznania sunnickiego w Bagdadzie. Odebrał wykształcenie prawnicze. W 1924 roku rozpoczął karierę polityczną jako minister sprawiedliwości w pierwszym gabinecie premiera Jasina al-Haszimiego. Obaj, al-Haszimi i al-Kilani byli nastawieni antybrytyjsko. Byli przeciwnikami traktatu iracko-brytyjskiego, zawartego w 1930 roku przez rząd Nuriego as-Sa’ida. Założyli Partię Braterstwa Narodowego. Al-Kilani został po raz pierwszy premierem Iraku w 1933 roku, ale sprawował ten urząd przez niespełna 8 miesięcy.
Po wybuchu II wojny światowej i przedwczesnym zgonie króla Ghaziego 31 marca 1940 roku al-Kilani został ponownie mianowany premierem. Po śmierci Ghaziego Irak znalazł się pod rządami emira Abd al-Ilaha, wuja zmarłego króla, sprawującego władzę w imieniu małoletniego Fajsala II. Abd al-Ilah był probrytyjski, dlatego 3 lutego 1941 al-Kilani został odwołany z urzędu.
W następstwie przewrotu wojskowego „złotego czworoboku” 1 kwietnia 1941 premierem Iraku po raz trzeci został Raszid Ali al-Kilani, który nawiązał przyjazne relacje z państwami Osi. Wskutek błyskawicznej interwencji Brytyjczyków rząd al-Kilaniego został obalony, przywrócono na stanowisko regenta Abd al-Ilaha, a wojska brytyjskie okupowały Irak aż do 1947 roku.
29 maja 1941 roku al-Kilani uciekł przed Brytyjczykami do Iranu. 25 sierpnia wojska radzieckie i brytyjskie najechały Iran i usunęły proniemieckiego szacha Rezę Pahlawiego. Wtedy al-Kilani uciekł do Włoch i został uznany oficjalnie przez Hitlera jako szef rządu irackiego na uchodźstwie. Po upadku Hitlera zbiegł do Arabii Saudyjskiej. Do Iraku wrócił dopiero po zamachu stanu w 1958 roku. Usiłował bez powodzenia obalić rząd Abd al-Karima Kasima. Został skazany na śmierć, następnie ułaskawiony. Zamieszkał w Bejrucie, gdzie zmarł w 1965 roku.